# Toussaint de Forbin-Janson
Toussaint de Forbin-Janson (Provença, 1º de outubro de 1631 - Paris, 24 de março de 1713) foi um cardeal italiano do século XVII.

## Biografia
Nasceu em Provença em 1º de outubro de 1631. Seu sobrenome também está listado como Janson de Fourbin. De família nobre. Terceiro filho de Gaspard II, marquês de Jason, e Claire de Libertat, sua segunda esposa.
Ainda muito jovem, recebeu a cruz de Malta, e ingressou no exército; depois, partiu para estudar letras. Ordenado (nenhuma informação encontrada). Auxiliou seu tio Raphael de Bologne, bispo de Digne, que o solicitou como bispo coadjutor.
Eleito bispo titular de Filadelfia e coadjutor de Digne, com direito sucessório, com dispensa por ainda não ter atingido a idade canônica, 5 de julho de 1655. Consagrado, 14 de maio de 1656, na catedral de Marselha, por Étienne de Puget, bispo de Marselha, auxiliado por Hyacinthe Serroni, bispo de Orange, e por Jacques de Grignan, bispo de Saint-Paul-Trois-Châteaux. Sucedeu à sé de Digne, 1664. Transferido para a sé de Marselha, 9 de julho de 1668. Assistente no Trono Pontifício, 2 de junho de 1673. Embaixador extraordinário da França junto à dieta polonesa para a eleição de um novo rei, Jan Sobieski, 1673. Transferido para a Sé de Beauvais, 25 de setembro de 1679. Par da França nos Estados da Provença, da qual era membro por direito, ele conciliou habilmente os interesses do rei com os da província. Encarregado pelo rei da delicada missão de restabelecer a amizade com a esposa do grão-duque da Toscana, Marguerite-Louis d'Orléans, que cumpriu com sucesso. Embaixador na Holanda. Subscreveu as proposições do clero galicano na assembleia de Paris em 1682. Por isso, o Papa Inocêncio XI resistiu à sua promoção ao cardinalato. Comendador da Ordem do Espírito Santo, 1689.
Criado cardeal-sacerdote no consistório de 13 de fevereiro de 1690; recebeu o chapéu vermelho em 6 de março de 1690; e o título de S. Agnese fuori le mura em 10 de julho de 1690. Alguns cardeais se opuseram fortemente à sua promoção, mas o papa respondeu que havia se retratado de todos os seus erros anteriores. Adotou o nome de cardeal de Janson em sua promoção, para se distinguir de seu irmão, o marquês de Forbin-Janson. Embaixador da França junto à Santa Sé, 1690-1697. Abade commendatario de Savigny, 1690. Participou do conclave de 1691, que elegeu o Papa Inocêncio XII. Abade commendatario de Corbie, 1693, e de Marchiennes. Em 1693, concluíram com sucesso as negociações de paz entre o papa Inocêncio XII e o rei Luís XIV, após a ruptura causada pela assembleia do clero de 1682. As negociações começaram durante o pontificado do papa Alexandre VIII. Optou pelo título de S. Calisto, em 28 de setembro de 1693. Embaixador da França junto à Santa Sé, 1700-1706. Participou do conclave de 1700, que elegeu o Papa Clemente XI. Camerlengo do Sagrado Colégio dos Cardeais, 23 de janeiro de 1702 até 15 de janeiro de 1703. Grande esmoler da França, 1706 até sua morte. Comendador da Ordem de Malta, 1706. Reentrou na Ordem de Malta, da qual teve de sair ao tornar-se bispo, por privilégio dos cardeais. Comandante de Saint-Jean d'Avignon.
Morreu em Paris em 24 de março de 1713, após uma longa doença. Exposto e enterrado na catedral de Saint-Pierre, Beauvais. Sua estátua de Nicolas Coustou, naquela catedral, foi concluída em 1738.